# Applebay
Applebay Sailplanes est un fabricant aéronautique américain, fondé par George Applebay, pilote de planeur américain et un propagandiste du vol à voile installé à Albuquerque, Nouveau-Mexique. Il a aussi dessiné et construit quelques planeurs intéressants.

## Applebay Chiricahua GA-II
C’est en 1959 que George Applebay entreprit la réalisation d’un planeur monoplace en bois et résine répondant aux normes de la Classe Standard de l'époque. Affichant un allongement de 16,2 et une masse en charge de 368 kg, l’unique exemplaire [N9413] a pris l’air en 1970. 

## Applebay Mescalero
En 1970 la Soaring Society of America lança un concours pour la conception d’un planeur de compétition monoplace de classe libre pour lequel George Applebay dessina ce monoplan à aile haute cantilever de 21,9 m d’envergure dont la finesse atteignait 44. Le fuselage monocoque était réalisé en fibre de verre, la voilure en métal et fibre de verre. Le prototype a pris l’air en 1975.

## Applebay Zia
Motoplaneur original, ce monoplace de 14 m d’envergure se présentait comme un monoplan cantilever à aile haute et train tricycle fixe. Le moteur Rotax de 28 ch était installé à l’arrière du fuselage et pouvait être lancé en vol comme au sol au moyen d’une corde. L’empennage était bien entendu bidérive, supporté par deux poutres encadrant l’hélice propulsive. L’ensemble était réalisé en fibre de verre, seul le longeron de voilure étant en fibre de carbone. 
Cet appareil fut dessiné pour répondre à un concours de la Soaring Society of America de 1980. George Applebay dut réaliser plusieurs ébauches pour obtenir un résultat satisfaisant mais, en raison des modifications apportées au projet initial, le Zia fut exclu de la compétition. Trois exemplaires furent construits, mais un seul vendu. Un autre se trouve aujourd’hui à l’US Southwest Soaring Museum de Moriarty (Nouveau-Mexique), le dernier n’a pas été achevé.

## Applebay Zuni
Planeur monoplace de 15 m d’envergure dont le prototype a volé en 1976 et dont 20 exemplaires furent construits jusqu’en 1983. Monoplan à aile haute cantilever et empennage en T construit en fibre de verre, offrant une finesse maximale de 38 à 98 km/h. Le Zuni II dispose de saumons d’aile et de surfaces de commandes en carbone. 